# Caroline Schumacher
Caroline Schumacher, née le 5 juin 1977 à Soleure, est une poétesse suisse. Elle fait des études au gymnase de Bienne, puis à l'Université de Neuchâtel où elle obtient une licence ès lettres et une licence en droit. Son premier livre, Les Grandes Vacances, a reçu le prix de poésie C.F. Ramuz en 2002. Elle est également lauréate du prix 2004 de la Commission de littérature de langue française du Canton de Berne.

## Œuvres
- Les Grandes Vacances, Moudon, Éditions Empreintes, 2002,  (ISBN 2-940133-67-0)